# Sungai Lama
Sungai Lama is een bestuurslaag in het regentschap Asahan van de provincie Noord-Sumatra, Indonesië. Sungai Lama telt 7526 inwoners (volkstelling 2010).